# Église harriste
L'Église harriste ou Église du Christ - Mission Harris est une Église d'institution africaine de type prophétique qui a foi en Jésus Christ, surtout implantée en Côte d'Ivoire. Elle a été fondée au début du XXe siècle par l'évangéliste William Wade Harris. L'Église harriste fait partie du Conseil œcuménique des Églises (COE) depuis 1998.

## Nom
D'après son fondateur William Wade Harris.

## Histoire

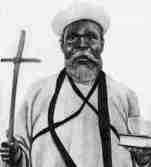
William Wade Harris

William Wade Harris Wury naît au Liberia en 1860 dans une famille animiste. Il fréquente l'école de la mission méthodiste et est baptisé dans cette confession. Lors de son incarcération en 1910, il aurait été visité par l'archange Gabriel lui demandant d'évangéliser ses frères. Après sa libération, il s'expatrie en Côte d'Ivoire.  Là, sa prédication connaît un grand succès. Il est expulsé en 1915. Un de ses disciples, Johh Ahui, relance le mouvement en 1929 d'abord, puis en 1954. Le harrisme connaît alors un développement rapide.
Il est aussi une des quatre grandes confessions religieuses reconnues par l'État ivoirien.
L'Église harriste est surtout implantée dans le sud de la Côte d'Ivoire. Elle se développe aujourd'hui également au Liberia et au Ghana. Du fait des "courants migratoires", elle est présente également en Europe, notamment en France.

## Doctrine
Dans la doctrine originelle de Harris, la Bible, qu'il connaissait parfaitement, jouait un rôle essentiel (abandon des fétiches, obéissance à la loi mosaïque, obligation du baptême) ; l'Ancien Testament était considéré comme un miroir de l'Afrique (tolérance envers la polygamie, tradition orale, importance des songes divinatoires et des guérisons spirituelles).

## Organisation

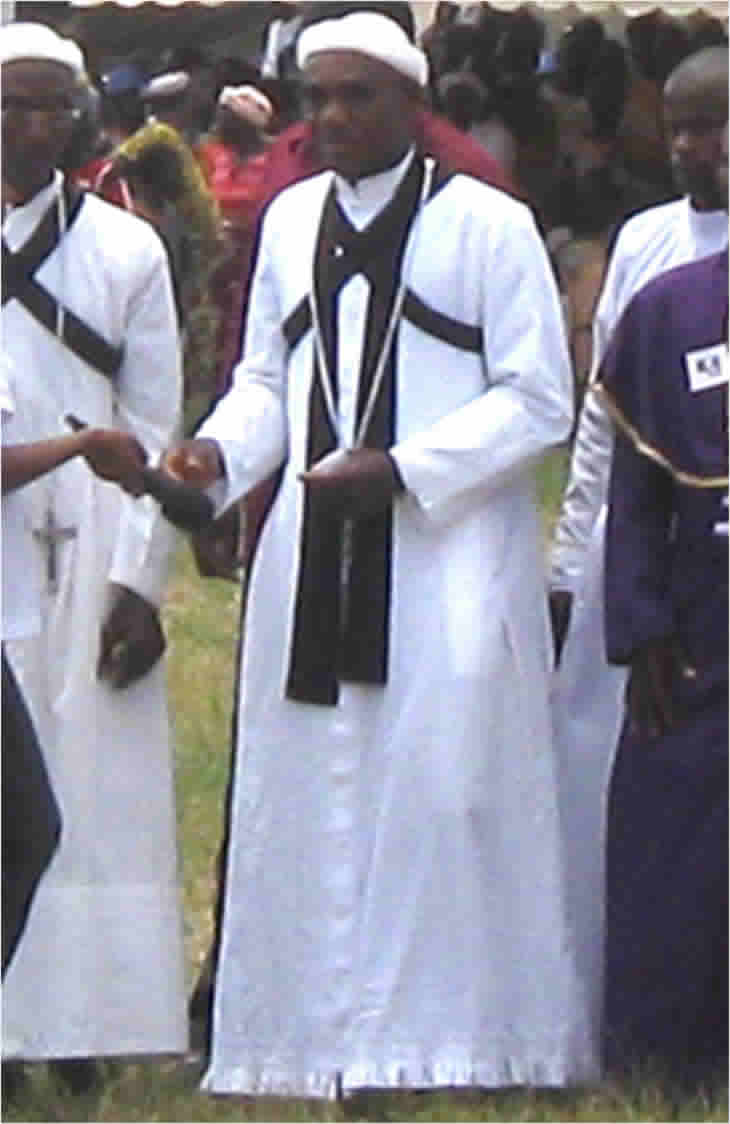
Prédicateur harriste dans son costume de cérémonie

L'Église harriste, qui accepte les nouveaux convertis, compte plus de 1 000 000 membres, répartis dans plus de 702 temples servis par 1 400 prédicateurs et plus de 10 000 apôtres. Chaque temple est dirigé de manière spirituelle par les Prédicateurs et de manière administrative par douze apôtres, hommes.
Son représentant est le Patriarche Nanguy Adjako Faustin Président de l’Église Harriste Mondiale.

## Relations avec les autres Églises
L'Église harriste fait partie du Conseil œcuménique des Églises (COE) depuis 1998 grâce au Comité National Harriste de Côte d'Ivoire qui était dirigé par l'Apôtre du Christ, le président Félix Tchotch Mel.
Elle a été en juillet 2008 en relation avec la Fédération Protestante de France sans qu'il n'y ait à ce jour de projet d'adhésion.  